# Lista de emissoras da Rede Minas
Esta é uma lista que contém as emissoras que retransmitem a programação da Rede Minas, e que retransmite parte do conteúdo produzido pela TV Brasil e pela TV Cultura. Além disso, contém, ainda, antigas afiliadas da rede e suas respectivas afiliações ou situações atuais.

## Geradora
| Emissora   | Cidade         | Estado       | Canal  | Prefixo |
| ---------- | -------------- | ------------ | ------ | ------- |
| Rede Minas | Belo Horizonte | Minas Gerais | 9 (17) | ZYA 729 |

## Afiliadas

### Espírito Santo
| Grupo                                      | Emissora     | Cidade    | Canal  | Prefixo |
| ------------------------------------------ | ------------ | --------- | ------ | ------- |
| Fundação Educativa e Cultural de Guarapari | TV Guarapari | Guarapari | 9 (32) | ZYP 603 |

### Minas Gerais
| Grupo                                                        | Emissora           | Cidade               | Canal analógico | Canal digital       | Prefixo |
| ------------------------------------------------------------ | ------------------ | -------------------- | --------------- | ------------------- | ------- |
| Fundação Cultural Campos de Minas                            | TV Campos de Minas | São João del-Rei     | 11              | 38 (em implantação) | ZYA 761 |
| Fundação de Rádio e Televisão Educativa e Cultural de Viçosa | TV Viçosa          | Viçosa               | 13              | 20                  | ZYA 768 |
| Associação Radio e TV Educativa de Guaxupé                   | TV Sul             | Guaxupé              | 4               | 46 (em implantação) | —       |
| Fundação José Alves Ferreira de Oliveira                     | TVI                | Pará de Minas        | 46              | —                   | —       |
| Fundação Educativa e Cultural Rio Preto                      | TV Rio Preto       | Buritis              | 26              | —                   | —       |
| Fundação Educativa e Cultural Rio Preto                      | TV Rio Preto       | Unaí                 | 13              | 26                  | ZYA 767 |
| Sociedade Dom Bosco de Comunicação                           | TV Rio Pardo       | Rio Pardo de Minas   | 2               | —                   | —       |
| Organizações Dall Moro Neto                                  | TV Norte           | Januária             | 7               | 7 (34)              | ZYA 752 |
| Centro Cultural de São Gotardo                               | SGTV               | São Gotardo          | —               | 4 (26)              | —       |
| Gazeta Norte Mineira                                         | TV Serra Geral     | Janaúba              | 13              | 26                  | —       |
| Fundação Educativa e Cultural Alternativa de Radiodifusão    | TV Alternativa     | São Lourenço         | 6               | 14 (em implantação) | —       |
| Associação Educativa e Cultural Santa Bárbara                | TV Caraça          | Santa Bárbara        | —               | 35                  | —       |
| Associação Televisão Educativa do Extremo Sul de Minas       | TV Extremo Sul     | Cambuí               | 7               | 22 (em implantação) | —       |
| Grupo Imigrantes de Comunicação                              | TV Imigrantes      | Teófilo Otoni        | 12              | 42 (em implantação) | ZYA 763 |
| Fundação Educativa e Cultural Vivaldo Nascimento Piotto      | IndSOL             | Passos               | 8               | 29                  | —       |
| Fundação Educacional e Cultural de Ipanema                   | TV Ipanema         | Ipanema              | 7               | 30                  | —       |
| Fundação Educativa e Cultural do Noroeste Mineiro            | TV Noroeste        | João Pinheiro        | 5               | 5 (14)              | ZYA 778 |
| Fundação de Educação e Cultura JCB Ferreira                  | TV Objetiva        | Paraguaçu            | 17              | 17 (51)             | —       |
| Fundação Educ. e Cultural de Integ. do Oeste de Minas        | TV Oeste           | Formiga              | 11              | 43                  | ZYA 748 |
| Grupo Onda Sul                                               | TV Onda Sul        | Carmo do Rio Claro   | 9               | —                   | —       |
| Fundação Jorge Elias                                         | TV Ouro Verde      | Patrocínio           | 11              | 36 (em implantação) | —       |
| Fundação Cultural de Varginha                                | TV Princesa        | Varginha             | 7               | —                   | —       |
| Grupo Sistec                                                 | TV SISTEC          | Caratinga            | 8               | 29 (em implantacao) | ZYA 745 |
| Fundação Três Fronteiras                                     | TV Três Fronteiras | Nanuque              | 7               | 17 (16)             | ZYA 756 |
| Fundação LMFC Educativa e Cultural                           | TV Três Marias     | Três Marias          | 7               | 17                  | ZYA 776 |
| Grupo UM de Comunicação                                      | TV UM              | Ubá                  | 6               | 18 (em implantação) | ZYA 764 |
| Fundação de Ensino e Tecnologia de Alfenas                   | TV Alfenas         | Alfenas              | 2               | 33                  | ZYA 731 |
| Fundação Cultural e Educacional de Nepomuceno                | DTTV               | Nepomuceno           | —               | 51                  | RTV     |
| Fundação Educativa e Cultural Alto Paranaíba                 | NTV                | Patos de Minas       | 8               | 8 (36)              | ZYA 758 |
| Sociedade Dom Bosco de Comunicação Iturama                   | TV Cidade          | Iturama              | 42              | —                   | —       |
| Fundação Rádio e TV Lafaiete Educativa e Cultural            | TV Lafaiete        | Conselheiro Lafaiete | 38              | 14                  | ZYA 746 |
| Fundação Tijuco                                              | TV Vale            | Diamantina           | 7               | 34                  | —       |
| Associação TV Comunitária e Educativa de Monte Carmelo       | TV Nova            | Monte Carmelo        | 33              | —                   | —       |
| Fundação Cultural de Minas Gerais - FUNDAC                   | TV Top Cultura     | Ouro Preto           | 11              | 15 (em implantação) | —       |
| Fundação Mantiqueira                                         | TV Adorar          | Caxambu              | 14              | 14                  | —       |

1. ↑  Misto com a TV Brasil
2. 1 2  Retransmite a programação da TV Evangelizar
3. ↑  Misto com a TV Gazeta Norte Mineira
4. 1 2 3 4  Misto com a TV Cultura
5. ↑  Retransmite a programação da TV Sagres

## Retransmissoras

### Minas Gerais
| Cidade                | Analógico | Digital     |
| --------------------- | --------- | ----------- |
| Araçuaí               | 12 VHF    | —           |
| Araguari              | 04 VHF    | —           |
| Araporã               | 09 VHF    | —           |
| Araxá                 | 03 VHF    | —           |
| Areado                | 54 UHF    | —           |
| Baldim                | —         | 17 UHF      |
| Barbacena             | 10 UHF    | —           |
| Biquinhas             | —         | 17 (41 UHF) |
| Boa Esperança         | 04 VHF    | —           |
| Brasília de Minas     | 35 UHF    | —           |
| Brumadinho            | —         | 14 UHF      |
| Buritizeiro           | 03 VHF    | —           |
| Cachoeira da Prata    | —         | 17 UHF      |
| Caeté                 | —         | 09 (14 UHF) |
| Cambuí                | —         | 15 UHF      |
| Capelinha             | 02 VHF    | —           |
| Capim Branco          | —         | 14 UHF      |
| Carangola             | 57 UHF    | —           |
| Caratinga             | 08 VHF    | —           |
| Casa Grande           | —         | 17 UHF      |
| Cataguases            | 10 VHF    | —           |
| Conselheiro Lafaiete  | 02 VHF    | —           |
| Corinto               | 02 VHF    | —           |
| Cordisburgo           | —         | 17 UHF      |
| Diamantina            | 07 VHF    | —           |
| Esmeraldas            | —         | 14 UHF      |
| Extrema               | 41 UHF    | —           |
| Florestal             | —         | 17 UHF      |
| Frutal                | 35 UHF    | —           |
| Funilândia            | —         | 17 UHF      |
| Guanhães              | 21 UHF    | —           |
| Itajubá               | 07 VHF    | —           |
| Itapagipe             | 12 VHF    | —           |
| Iturama               | 42 UHF    | —           |
| Janaúba               | 13 VHF    | —           |
| Jequitibá             | —         | 17 UHF      |
| Leopoldina            | 26 UHF    | —           |
| Monte Carmelo         | 33 UHF    | —           |
| Ponte Nova            | 11 VHF    | —           |
| Pratinha              | 04 VHF    | —           |
| Presidente Olegário   | 04 VHF    | —           |
| Raposos               | —         | 14 UHF      |
| Resplendor            | 10 VHF    | —           |
| Salinas               | 51 UHF    | —           |
| Santa Rita do Sapucaí | 35 UHF    | —           |
| Santa Vitória         | 18 UHF    | —           |
| São José da Lapa      | —         | 14 UHF      |
| Serrania              | 27 UHF    | —           |
| Sete Lagoas           | —         | 21 UHF      |
| Soledade de Minas     | —         | 17 UHF      |
| Três Corações         | 13 UHF    | —           |
| Três Pontas           | —         | 17 UHF      |
| Turmalina             | 09 VHF    | —           |

### Rio de Janeiro
Retransmissora da TV Adorar
| Cidade        | Digital |
| ------------- | ------- |
| Volta Redonda | 43      |

### São Paulo
Retransmissoras da TV Adorar
| Cidade                | Digital |
| --------------------- | ------- |
| Presidente Prudente   | 27      |
| São José do Rio Preto | 46      |

## Antigas emissoras
| Nome                    | Cidade               | UF | Canal | Situação/afiliação atual                 | Período de afiliação |
| ----------------------- | -------------------- | -- | ----- | ---------------------------------------- | -------------------- |
| TV Diversa              | Barroso              | MG | 43    | TV Brasil                                | 2020-2023            |
| TV Sagres               | Aparecida de Goiânia | GO | 27    | TV Brasil                                | 2016-2023            |
| TV Cidade               | Itaúna               | MG | 45    | TV Brasil                                | 2022-2023            |
| TV Sintonia             | Araxá                | MG | 3     | TV Cultura                               | ????-2022            |
| TV Minas Brasil         | Paracatu             | MG | 3     | Hoje TVC Paracatu, afiliada à TV Cultura | ????-2021            |
| TV Candidés             | Divinópolis          | MG | 13    | TV Cultura                               | 1995-2021            |
| TV Gazeta Norte Mineira | Montes Claros        | MG | 2     | TV Cultura                               | ????-2021            |
| TV Poços                | Poços de Caldas      | MG | 22    | TV Cultura                               | 2017-2021            |
| TV Universitária        | Uberaba              | MG | 36    | ISTV                                     | ????-2020            |
| TV Cidade               | Itaúna               | MG | 45    | TV Cultura                               | ????-2020            |
| TV Rio                  | Pirapora             | MG | 3     | Extinta                                  | ????-2019            |
| TV Libertas             | Pouso Alegre         | MG | 3     | Hoje Rede América                        | ????-2019            |
| TV Uni                  | Coronel Fabriciano   | MG | 34    | TV Cultura                               | ????-2019            |
| TV Universitária        | Uberlândia           | MG | 4     | TV Cultura                               | 2015-2018            |
| TV Universitária        | Lavras               | MG | 15    | Independente                             | ????-2018            |
| TV Catuaí               | Manhuaçu             | MG | 13    | Extinta                                  | ????-2018            |
| TV Atividade            | Muriaé               | MG | 7     | Extinta                                  | 2000-2017            |
| TV Verdade              | Lambari              | MG | 58    | Independente                             | 2009-2017            |
| TVE Juiz de Fora        | Juiz de Fora         | MG | 12    | Hoje ISTV Juiz de Fora afiliada, à ISTV  | 2007-2017            |
| TV Plan                 | Poços de Caldas      | MG | 44    | TV Brasil                                | Desconhecido         |
| TV Educar               | Ponte Nova           | MG | 11    | TV Horizonte                             | Desconhecido         |
| TV Rio Doce             | Governador Valadares | MG | 6     | TV Cultura                               | Desconhecido         |
| RTVM                    | Sarandi              | PR | 2     | Extinta                                  | Desconhecido         |